# 1960 en fantasy
| Années de la fantasy : 1957 - 1958 - 1959 - 1960 - 1961 - 1962 - 1963    |
| Décennies de la fantasy : 1930 - 1940 - 1950 - 1960 - 1970 - 1980 - 1990 |

L'année 1960 a été marquée, en matière de fantasy, par les événements suivants.

## Naissances et décès

### Naissances
- 5 juin : Margo Lanagan, romancière australienne.
- 10 novembre : Neil Gaiman, écrivain britannique.

## Films ou téléfilms
- Les Voyages de Gulliver (The Three Worlds of Gulliver), film britanno-américain réalisé par Jack Sher